# 中村辰哉
中村 辰哉（なかむら たつや、1996年1月24日 - ）は、福井県大野市出身の元プロ野球選手（捕手）。右投右打。現在は横浜DeNAベイスターズのチームサポーター兼チーム付デスク。
兄は東京ヤクルトスワローズ所属の中村悠平。

## 経歴
大野市立下庄小学校、大野市立陽明中学校卒業後、福井県立福井商業高等学校に進学。3年生夏に第95回全国高等学校野球選手権大会に出場し、3回戦で敗退。高校卒業後は関西六大学野球連盟に属する龍谷大学に進学。
高校時代から大学時代までの7年間、長谷川凌汰とバッテリーを組み続けた。学生時代は怪我に悩まされ、中学、高校、大学とトミー・ジョン手術を含む右肘の手術を三度受けている。
大学卒業後の2018年にプロ野球独立リーグであるベースボール・チャレンジ・リーグの福井ミラクルエレファンツに地元枠で入団。大卒での入団という年齢から考えて、1, 2年でのNPB入りを目指した。2019年には入団2年目にしてチームの主将に抜擢された。学生時代とは違い、BCリーグ時代では怪我なくプレーできたが、レギュラー完全奪取までには至らず、2年とも打率は2割台前半でシーズンを終えた。NPB入団を果たせなかったことから、2019年シーズン限りで福井を任意引退した。
引退後も野球に携わりたいと考えており、体が元気なうちに選手のサポートをしたいという考えからNPBの裏方スタッフの仕事を探していたところ、横浜DeNAベイスターズから声がかかり、2019年秋の奄美キャンプにテスト参加。引き続き、2020年春の宜野湾キャンプにもテスト参加し、3月2日に打撃投手として正式に契約を結んだ。2021年春の宜野湾キャンプではブルペン捕手も務めている様子が見られる。

## 選手としての特徴・人物
50m走は6.2秒、遠投100m。
現役時代は捕手一筋だったが、DeNAのスタッフとしての採用はポジションを活かしたブルペン捕手ではなく、打撃投手としての採用になった。BCリーグ時代は裏方スタッフがいなかったことから選手同士で投げ合っていたため、コントロールにはある程度自信があると語っている。
兄の中村悠平と顔つきや体形、話し方がそっくりである。福井所属時には兄の元同僚だった監督の田中雅彦から、兄と同じあだ名の「むーちょ」と呼ばれ、DeNAスタッフ就任後も同世代の関根大気から同じく「むーちょ」と呼ばれている。辰哉自身は「僕の方が田舎者」、髪質については「あっちはチリチリ、こっちはサラサラ」と、兄との違いを語っている。2019年に兄の自主トレーニングに参加したが、一緒に練習したのは小学生以来だった。DeNAのスタッフ就任の際には「簡単な仕事じゃない。しっかりやれよ」と兄からエールを送られた。打撃投手としてNPBの世界に足を踏み入れてから「兄のすごさを改めて知った」という。

## 詳細情報

### 独立リーグでの打撃成績
| 年 度    | 球 団    | 試 合 | 打 席 | 打 数 | 得 点 | 安 打 | 二 塁 打 | 三 塁 打 | 本 塁 打 | 塁 打 | 打 点 | 盗 塁 | 盗 塁 死 | 犠 打 | 犠 飛 | 四 球 | 敬 遠 | 死 球 | 三 振 | 併 殺 打 | 打 率 | 出 塁 率 | 長 打 率 | O P S |
| -------- | -------- | ----- | ----- | ----- | ----- | ----- | -------- | -------- | -------- | ----- | ----- | ----- | -------- | ----- | ----- | ----- | ----- | ----- | ----- | -------- | ----- | -------- | -------- | ----- |
| 2018     | 福井     | 26    | 55    | 45    | 7     | 11    | 2        | 0        | 0        | 15    | 6     | 0     | -        | 2     | 0     | 8     | -     | 0     | 15    | 1        | .244  | .358     | .299     | .647  |
| 2019     | 福井     | 39    | 106   | 89    | 7     | 21    | 4        | 0        | 2        | 31    | 13    | 2     | -        | 5     | 1     | 9     | -     | 2     | 11    | 2        | .236  | .317     | .348     | .665  |
| BCL：2年 | BCL：2年 | 65    | 261   | 134   | 14    | 32    | 6        | 0        | 2        | 46    | 19    | 2     | -        | 7     | 1     | 17    | -     | 2     | 26    | 3        | .239  | .331     | .328     | .660  |

### 背番号
- 23（2018年 - 2019年）
- 115（2020年 - ）